# Parque El Mirador
Parque El Mirador war ein Fußballstadion in der mexikanischen Stadt Puebla, der Hauptstadt des gleichnamigen Bundesstaates. Es bestand nur zwölf Jahre lang und diente dem Puebla FC als Heimspielstätte.

## Geschichte
Das Stadion wurde 1944 errichtet, nachdem von Seiten des Puebla FC die Aufnahme in die mexikanische Primera División beantragt worden war. Die feierliche Eröffnung fand am 21. Mai 1944 im Rahmen eines Freundschaftsspiels zwischen der neu formierten Mannschaft des Puebla FC und dem Erstligisten CD Veracruz statt, das das eingespielte Team aus der Hafenstadt deutlich mit 5:1 gewann.
Als die Camoteros drei Monate später in die Punktspielrunde der Saison 1944/45 starteten,  hatten sie sich bereits stark verbessert und gewannen am 20. August 1944 ihr Auftaktmatch gegen den Club Atlas mit 5:2. Auch die nächsten beiden Heimspiele (4:0 gegen den Club América am 3. September 1944 und 2:0 gegen den Club León am 8. Oktober 1944) wurden gewonnen, bevor am 29. Oktober 1944 gegen den Club Atlante (1:2) die erste Heimniederlage in einem Punktspiel hingenommen werden musste.
Während der zwölf Jahre, in denen der Puebla FC den Parque El Mirador (dt. Park Der Aussichtspunkt aufgrund seiner Höhenlage) als Heimspielstätte nutzte, gewann der Verein zweimal den mexikanischen Vereinspokal (1945 und 1953). Darüber hinaus erreichte er das Pokalfinale ein weiteres Mal 1952 (0:2 gegen Atlante) und landete in den Abschlusstabellen der Liga insgesamt fünfmal unter den besten vier Teams, wobei es in der Eröffnungssaison 1944/45 sogar zur Vizemeisterschaft reichte.
Das vorläufige Ende des Vereins kam 1956 aufgrund von zwei Schicksalsschlägen. Zum einen hatte man wirtschaftliche Probleme und zum anderen wurde das Stadion durch einen Brand schwer beschädigt. Diese Ereignisse zwangen zum Rückzug des Vereins aus dem Profifußball und zum Abriss des Stadions.
Als der Verein sich 1964 erneut für die Teilnahme am Profifußball anmeldete, wurde er in die zweite Liga aufgenommen und trug seine Heimspiele zunächst im Estadio Ignacio Zaragoza aus, bevor im Oktober 1968 der Umzug ins Estadio Cuauhtémoc erfolgte, das als Spielort für die im eigenen Land ausgetragene WM 1970 errichtet worden war.